# الكدية البيضاء (الكدية البيضاء)
الكدية البيضاء هي إحدى مشيخات المملكة المغربية، تتبع جغرافيا لإقليم تارودانت وإداريًا لالكدية البيضاء. يقدر عدد سكانها بـ 16197 نسمة حسب الإحصاء الرسمي للسكان والسكنى لسنة 2004.